# Погорелово (станция)
Погорелово — грузовая и пассажирская станция Северо-Кавказской железной дороги (до августа 1987 года относилась к Юго-Восточной железной дороге), расположенная в Каменском районе Ростовской области.

## История и деятельность
В годы войны здесь происходили боевые действия. Из хроники Великой Отечественной войны — 17 января 1943 года (575-й день войны), сообщение Совинформбюро:

17 января наши войска после упорного боя овладели городом и крупным железнодорожным узлом Миллерово. Наши войска, наступающие южнее Воронежа, овладели городом и крупной железнодорожной станцией Алексеевка, городом Кюротояк, районным центром и железнодорожной станцией Подгорное. В районе Северного Донца наши войска захватили несколько десятков населённых пунктов, в том числе крупные населённые пункты — Красновка, Исаевка, Верхне-Митякинский, Астахов, Калитвенская, железнодорожные станции — Погорелово, Красновка. В районе Орловская наши войска овладели крупными населёнными пунктами — Будённовская, Бекетный, Донской, Ногаевско-Ребричанский, Гундоров, Романов, железнодорожными станциями Эльмут и Восточный. На Северном Кавказе наши войска в результате решительной атаки овладели районным центром и крупной железнодорожной станцией Курсавка, районным центром Гофицкое, крупными населёнными пунктами — Сергиевна, Султанское, Крым-Гиреевское, Воровсколесская, железнодорожной станцией Крым-Гиреево.

В настоящее время на станции имеется вокзал, где производится продажа пассажирских билетов. 
Также здесь осуществляются прием и выдача грузов повагонными и мелкими отправками, имеются подъездные пути.